# Raubfischer in Hellas (Roman)
Raubfischer in Hellas ist ein auflagenstarker Roman des Schriftstellers Werner Helwig (1905–1985). Er ist der erste Band der „Hellas-Trilogie“. 

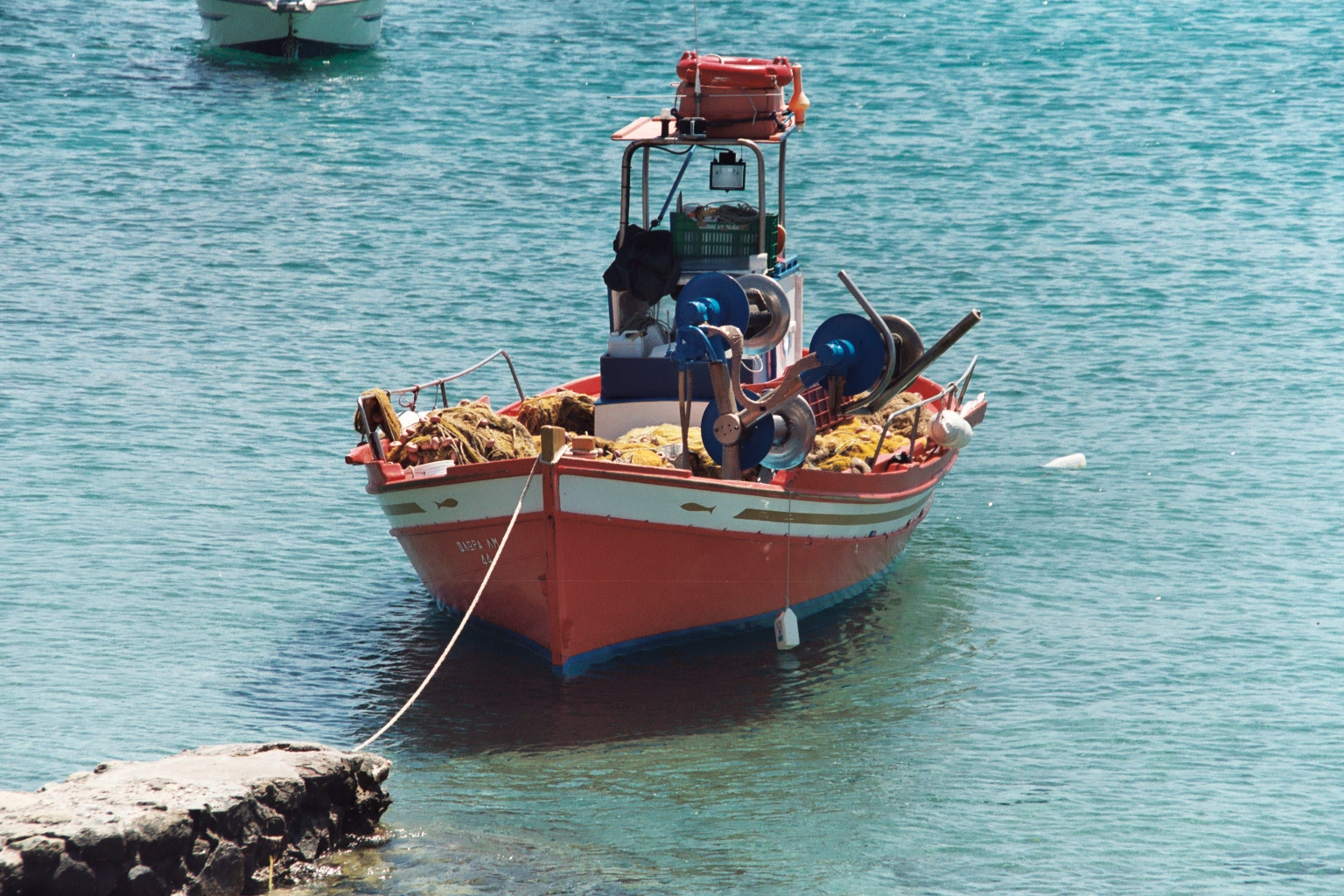
Griechisches Fischerboot

## Handlung
„Der Autor erzählt die abenteuerliche Geschichte seines Freundes Clemens (d.i. Alfons Hochhauser), der, zivilisationsmüde, ohne festen Wohnsitz unter Bauern, Fischern und Schmugglern an der ägäischen Küste zu leben versucht. Dabei gerät er in die Hände eines Dynamitfischers, der ihn zu einer Art Rudersklavendasein zwingt. Vergeblich versucht Xenophon, wie er von den Griechen genannt wird, die Jäger und selbst Gejagten, die blindlings dem Tag und ihrem Glück vertrauen, zu einem waidgerechten Fischen zurückzuführen.“

## Entstehungsgeschichte
Dreimal zwischen 1935 und 1938 besuchte Helwig, der aus dem Nerother Wandervogel stammte, den in Griechenland lebenden österreichischen Abenteurer Alfons Hochhauser, der ihm von seinem Leben im Pilion erzählte und ihm bei seiner Abreise das Manuskript Fischer in Griechenland mitgab. Hochhausers Geschichten bildeten die Grundlage, die Helwig durch eigene Hinzufügungen zu dem Roman Raubfischer in Hellas umarbeitete. Der Roman erschien 1939, sollte aber Jahre später zum Anlass von langwierigen Streitigkeiten über die Urheberschaft führen.

## Ausgaben
Das Buch erlebte zahlreiche Auflagen, und die Rechte wanderten auf kuriose Weise durch ungewöhnlich viele Verlage, in denen Ausgaben erschienen:
- Asmus, Leipzig 1939
- Edition Tauchnitz, Leipzig 1941 (Mit dem Vermerk: Nur zum Verkauf außerhalb des großdeutschen Reiches.)
- Soldatenbücherei, Leipzig 1943 (Mit dem Vermerk: Nur zum Gebrauch innerhalb der Wehrmacht.)
- Frontbuchhandelsausgabe für die Wehrmacht. Oslo 1944
- Asmus, Konstanz/Stuttgart 1951
- Büchergilde Gutenberg, Frankfurt 1952
- Fischer-Taschenbuch Nr. 51, Frankfurt/Hamburg 1954
- Eugen Diederichs, Düsseldorf/Köln 1957
- Deutsche Hausbücherei, Hamburg 1957
- Jakob Hegner, Köln/Olten 1959
- Deutsche Buchgemeinschaft, Darmstadt 1959
- Jakob Hegner, Köln/Olten 1965 (Sonderausgabe)
- Herbig, München 1972
- Goldmann-Taschenbuch Nr. 3353, München 1975
- Moewig-Taschenbuch Nr. 2134, Rastatt 1981
- Reclam, Stuttgart 1991
- Fischer-Taschenbuch und Fischer E-Book, Frankfurt a. M. 2016

Der Roman wurde ins Italienische (1941: Pescatori di frodo), Französische (1942: Braconniers de la mer en Grèce) und Niederländische (1944: Roofvissers) übersetzt. Im August 2013 erschien eine Übersetzung ins Griechische von Irini Kyrannos unter dem Titel Οι Ληστές του Βυθού mit einem Vorwort von Dieter Harsch, ISBN 978-618-5067-02-1. Unter den Titeln Mit Harpune und Dynamit (Diederichs, Düsseldorf 1952) und Xenophon und die Raubfischer (Voggenreiter, Bad Godesberg 1962) erschienen zwei Jugendbuchbearbeitungen.

## Urheberrechts-Auseinandersetzung
Als Alfons Hochhauser von dem Erscheinen des Buches erfuhr, wollte er an den Verlagszahlungen beteiligt werden. Auch war er mit gewissen Stellen des Buches nicht einverstanden. Der Streit, durch den Krieg zunächst unterbrochen, endete 1959 in Genf mit einem außergerichtlichen Vergleich, doch er eskalierte erneut, als das Buch verfilmt werden sollte. Eine Einvernehmlichkeit über die Filmrechte war zunächst nicht zu erreichen. Zwischen Filmgesellschaft, Helwig, Hochhauser bzw. ihren Rechtsanwälten begann eine erbittert geführte Auseinandersetzung über die Aufteilung der Einnahmen und den Inhalt der Filmgeschichte. Da Hochhauser seine Lebensgeschichte nicht im Film verarbeitet haben wollte, wurde das Drehbuch zu einer reinen Liebesgeschichte umgeschrieben. Alle Namen aus den Raubfischern wurden geändert, auch die Ortsnamen. Laut einem Vertrag vom 6. Dezember 1960 verpflichtete sich Hochhauser, die alleinige Buchautorschaft von Helwig anzuerkennen. Beide einigten sich finanziell. Dennoch tauchten später manchmal Plagiatsvorwürfe auf. Hochhauser und Helwig fanden gegen Ende ihres Lebens wieder freundschaftlich zusammen, was ein intensiver Briefwechsel bezeugt. Nach dem Tod Hochhausers (1981) veröffentlichte Helwig einen sehr persönlichen Nekrolog.

## Wirkungen

### Verfilmung
1959 verfilmte Horst Hächler als seine zweite Regiearbeit die Raubfischer in Hellas. Seine Frau Maria Schell spielte die Hauptrolle; weitere Darsteller waren Cliff Robertson und Cameron Mitchell. Die Verfilmung hatte nur noch wenig mit der Handlung des ursprünglichen Romans zu tun und war ein Flop, der Film wurde von der Presse einmütig (die FAZ meinte, der Regisseur hätte keine genaue Vorstellung vom Wesen einer Filmballade) verrissen.

### Griechenlandfahrten der Bündischen Jugend
Der Roman stieß bei der Bündischen Jugend der Nachkriegszeit auf großes Interesse. Er reizte Jugendgruppen – Helwigs Spuren folgend – bis in die Gegenwart zu abenteuerlichen Erkundungsfahrten nach Griechenland, über deren Erlebnisse anschließend in ihren Zeitschriften (zum Beispiel in Das Lagerfeuer und der eisbrecher) zahlreiche Berichte erschienen.

## Literarische Wertung
Der Roman wurde sehr unterschiedlich bewertet und interpretiert. Er liest sich wie ein Abenteuerbuch, ist aber mehr als dies, mehr als nur die Darstellung eines Griechenlands, wie man es vergebens in Reiseführern suchen würde. Ein Leitgedanke ist die Zivilisationsflucht, und bei diesem Thema zeigt sich bei Helwig ein geradezu vorausschauender ökologischer Aspekt. Als der Roman 1939 erschien, gehörte er neben Ernst Jüngers Auf den Marmorklippen „zu den damals am meisten Aufsehen erregenden Büchern“. Da er als maskierte Stellungnahme zum Zwangsregime der Nazis verstanden werden konnte, wurde er 1940 den „nicht zu fördernden Büchern“ zugerechnet und erschien im Krieg nur noch in Drucken für die Frontsoldaten, vermutlich als kleines Ventil bei der Betreuung der Frontsoldaten. Heute wirkt die oftmals wortmächtige und mit mythologischen Bildern versehene Sprache des Autors nicht unbedingt mehr zeitgemäß, obwohl Helwigs sinnliche Sprachkunst weiterhin auch anerkannt wird.

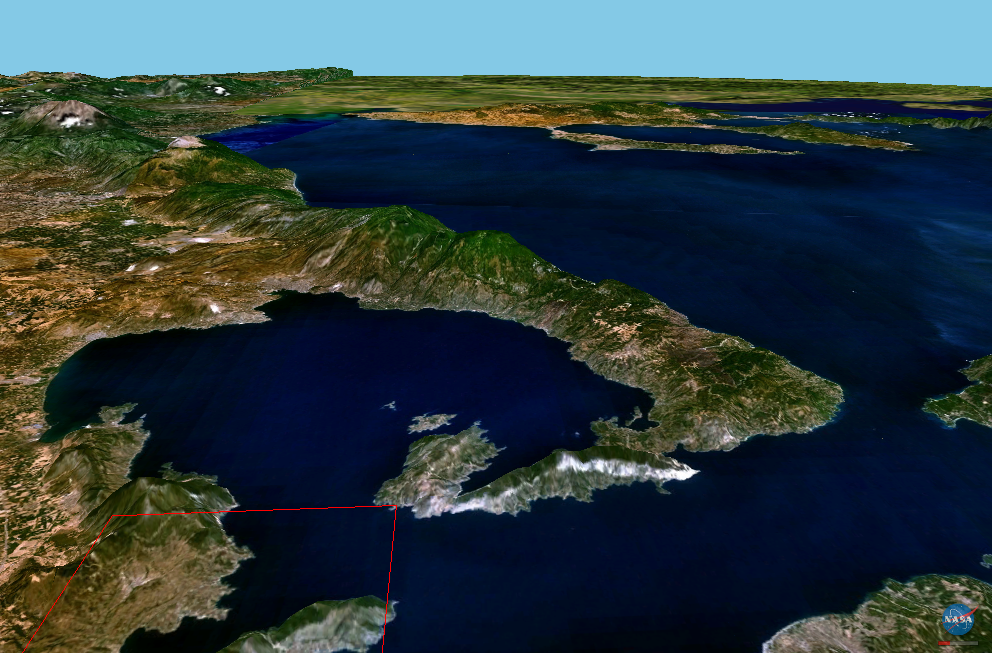
Im Dickicht des Pelion heißt der zweite Band der Hellas-Trilogie. Die Satellitenaufnahme zeigt die Halbinsel Pilion (Pelion).

## Die Hellas-Trilogie
Das Buch Raubfischer in Hellas wird als erster Band der so
genannten „Hellas-Trilogie“ angesehen. 1941 erschien als zweiter Band Im Dickicht des Pelion, in dem der Protagonist zeitweise nicht mehr an der Küste, sondern als Hirte im Landesinnern lebt. Erst nach dem Krieg (1953) konnte der Abschluss-Band Reise ohne Heimkehr herauskommen; es ist die Beschreibung einer Entfremdung zwischen Autor und Buchhelden, aber auch ein Abschied vom Griechenlandbild der ersten beiden Romane. Gemeinsam in einem Verlag erschien die Trilogie erst mit der späten Reclam-Taschenbuchausgabe (1991ff). 25 Jahre danach, 2016, gibt der Fischer-Verlag die drei Romane als Taschenbücher und als E-Books erneut heraus.

## Zitat
„Verwundert über die immer mehr zunehmende Düsterkeit in der Runde der Feiernden, ging ich auf einen Moment hinaus, ließ mir vom Wind die heiße Stirn abwischen und war nicht fähig, Ordnung in meine Vermutungen zu bringen. Durch das niedrig liegende Fenster warf ich einen Blick über die feuer- und lichtüberflackerten Menschen. Immer wieder fand ich bestätigt, was mir von Anfang an aufgefallen war: wenn ich nicht mit dabei war, änderte sich das Gehaben.“